# Mrzljaki Draganićki
Mrzljaki Draganićki falu Horvátországban, a Károlyváros megyében. Draganić község része.

## Fekvése
Károlyvárostól 15 km-re északra, a Zágrábot és Károlyvárost összekötő régi főút mentén fekszik.  Északról Darići, nyugatról Bencetići, délről  Goljak Draganićki, keletről az A1-es autópálya határolja.

## Története
A település ahhoz a draganići nemesi községhez tartozott, melynek jobbágyai 1249-ben  IV. Béla királytól szolgálataikért nemesi rangot kaptak. A draganići nemesi közösséget a Gutkeled nembeli István egész Szlavónia bánja, a podgorjei nemesi birtokok felől rendelkező oklevelében említik először. A közösség Šipak-hegyen álló Szent György temploma és plébániája 1334-ben már megvolt. A község lakóinak ez a helyi közössége a túrmezei nemesi kerülethez hasonlóan mintegy önkormányzatként államilag is elismerten fennmaradt egészen a 20. századig. A közösség vezető testületét minden évben Szent Fülöp és Szent György napja között választották újjá. Minden általuk kiadott okmányt a közösség nagypecsétjével hitelesítettek. A község lakói mezőgazdaságból és a kiterjedt, a közösség elöljárósága által igazgatott erdőkből éltek. A török elleni háborúk idején a király hívására draganići közösség 200 kopjást tartozott adni a turopoljei nemesi bandériumba. A településnek 1857-ben 172, 1910-ben 268 lakosa volt. A trianoni békeszerződésig Zágráb vármegye Károlyvárosi járásához tartozott. Lakosságát 2001-óta nem számlálják önállóan. Legutolsó számlálásakor 1991-ben 426-an lakták. A található a község vasútállomása.

## Lakosság
| Lakosság változása | Lakosság változása | Lakosság változása | Lakosság változása | Lakosság változása | Lakosság változása | Lakosság változása | Lakosság változása | Lakosság változása | Lakosság változása | Lakosság változása | Lakosság változása | Lakosság változása | Lakosság változása | Lakosság változása | Lakosság változása |
| ------------------ | ------------------ | ------------------ | ------------------ | ------------------ | ------------------ | ------------------ | ------------------ | ------------------ | ------------------ | ------------------ | ------------------ | ------------------ | ------------------ | ------------------ | ------------------ |
| 1857               | 1869               | 1880               | 1890               | 1900               | 1910               | 1921               | 1931               | 1948               | 1953               | 1961               | 1971               | 1981               | 1991               | 2001               | 2011               |
| 172                | 197                | 212                | 212                | 190                | 268                | 363                | 621                | 416                | 468                | 493                | 460                | 456                | 426                | 0                  | 0                  |

## Nevezetességei
A Szent Kereszt kápolnát a honvédő háborúban elesett hősök emlékére emelték.